# Hugo González Durán
Hugo Alfonso González Durán (* 1. August 1990 in San Luis Potosí, San Luis Potosí) ist ein mexikanischer Fußballspieler auf der Position des Torwarts.

## Laufbahn
González Durán begann seine Profikarriere beim Club América, bei dem er von 2007 bis Ende 2016 unter Vertrag stand. Bis 2009 stand er noch im Kader der Reservemannschaften Socio Águila und América Coapa. 2010 gelang ihm der Sprung in die erste Mannschaft, mit der er je zweimal die mexikanische Fußballmeisterschaft und die CONCACAF Champions League gewann. Obwohl González Durán als wertvoller Rückhalt gilt, der unter anderem zum besten Torhüter der CONCACAF Champions League 2015/16 gewählt wurde und mit seiner Leistung entscheidenden Anteil an der Titelverteidigung der Americanistas hatte, kam er nie dauerhaft über die Rolle des Ersatztorhüters hinaus. Lediglich in den Punktspielrunden der Apertura 2012 (13 Einsätze) und der Clausura 2016 (10 Einsätze) stand er häufiger zwischen den Pfosten als der (in diesen Fällen meist verletzungsbedingt ausgefallene) Stammtorwart.
In der Hoffnung auf mehr Einsätze wechselte González zur Clausura 2017 zum Ligakonkurrenten CF Monterrey, der nach dem Wechsel seines vorherigen Torwarts Jonathan Orozco zum nordmexikanischen Rivalen Santos Laguna auf der Suche nach einem neuen Torhüter war.

## Erfolge
- Mexikanischer Meister: Clausura 2013, Apertura 2014
- Sieger der CONCACAF Champions League: 2015, 2016
- Sieger CONCACAF Gold Cup: 2019